# Totoral del Sauce
Totoral del Sauce és una vila o centre poblat de l'Uruguai ubicada al sud del departament de Canelones. Es troba 8 km al nord-oest de la ciutat de Pando.

## Població
Segons les dades del cens de l'any 2004, Totoral del Sauce tenia 745 habitants.
| Any  | Població |
| ---- | -------- |
| 1963 | 419      |
| 1975 | 763      |
| 1985 | 559      |
| 1996 | 623      |
| 2004 | 745      |

Font: Institut Nacional d'Estadística de l'Uruguai